# Théâtre Bourla
Le théâtre Bourla (également connu sous le nom de Bourlaschouwburg) est un théâtre situé à Anvers qui peut accueillir environ 900 personnes. Le bâtiment est conçu dans un style néoclassique sur le site de l'ancien marché de la tapisserie Tapissierspand. 

## Histoire
Le théâtre a été conçu à la demande de la ville en 1827 par l'architecte municipal Pierre Bourla. La construction a commencé en 1829, mais a été retardée en raison de la révolution belge. Le théâtre fut finalement achevé en 1834 et ouvert sous le nom de Grand Théâtre ou Théâtre Royal Français, en raison de sa propriété par une compagnie française. Actuellement, la Bourla abrite la compagnie de théâtre Het Toneelhuis.
La Bourla est le dernier théâtre municipal d'Europe avec une machinerie scénique originale, qui occupe cinq niveaux au-dessus et au-dessous de la scène. Le bâtiment est classé bâtiment protégé depuis 1938 et est donc considéré comme l'un des bâtiments historiques les plus importants de Belgique.

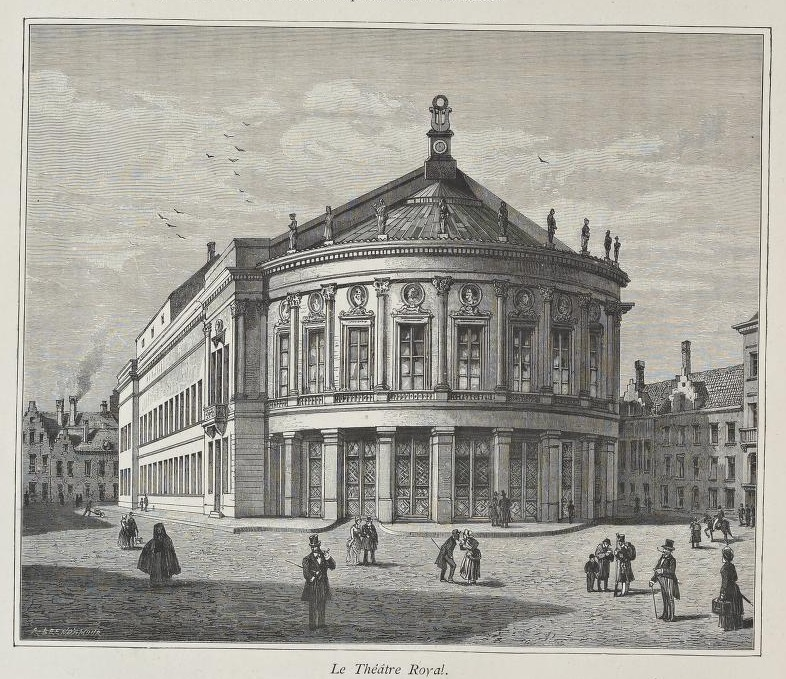
Le Théâtre en 1885